# Forcipomyia diaoluoensis
Forcipomyia diaoluoensis är en tvåvingeart som beskrevs av Yu och Liu 1982. Forcipomyia diaoluoensis ingår i släktet Forcipomyia och familjen svidknott. Inga underarter finns listade i Catalogue of Life.